# Brandbärssvedjan
Brandbärssvedjan är ett naturreservat i Sollefteå kommun i Västernorrlands län.
Området är naturskyddat sedan 2007 och är 55 hektar stort. Reservatet ligger i en nordostsluttning och består av grandominerad barrskog medt inslag av lövträd.